# Pluskwica europejska
Pluskwica europejska, pluskwica cuchnąca (Actaea europaea (Schipcz.) J.Compton) – gatunek rośliny z rodziny jaskrowatych. W starszym ujęciu taksonomicznym gatunek był zaliczany do rodzaju pluskwica (Cimicifuga) z nazwą naukową Cimicifuga europaea Schipcz., jednak według nowszych badań filogenetycznych gatunki z tego rodzaju zostały włączone do rodzaju Actaea.

## Rozmieszczenie geograficzne
Występuje w Europie. W Polsce jest dość rzadka. Główny obszar jej występowania to wyżyny na południu, dorzecze dolnej Wisły oraz Pojezierze Mazurskie. W Karpatach jest bardzo rzadka, podano ją z ok. 20 stanowisk. Tutaj występuje głównie w Pieninach (Zielone Skałki, Upszar, Masyw Trzech Koron, Wąwóz Szopczański, Podskalnia Góra, pod Kopą Siana, podnóża Facimiecha, Małe Przechodki i Wielkie Przechodki, Wysokie Skałki, Rabsztyn, Ligarki, Kiczora), poza nimi tylko na dwóch stanowiskach na Pogórzu Bukowskim i dwóch w Tatrach Zachodnich (Organy i Wąwóz Kraków).

## Morfologia

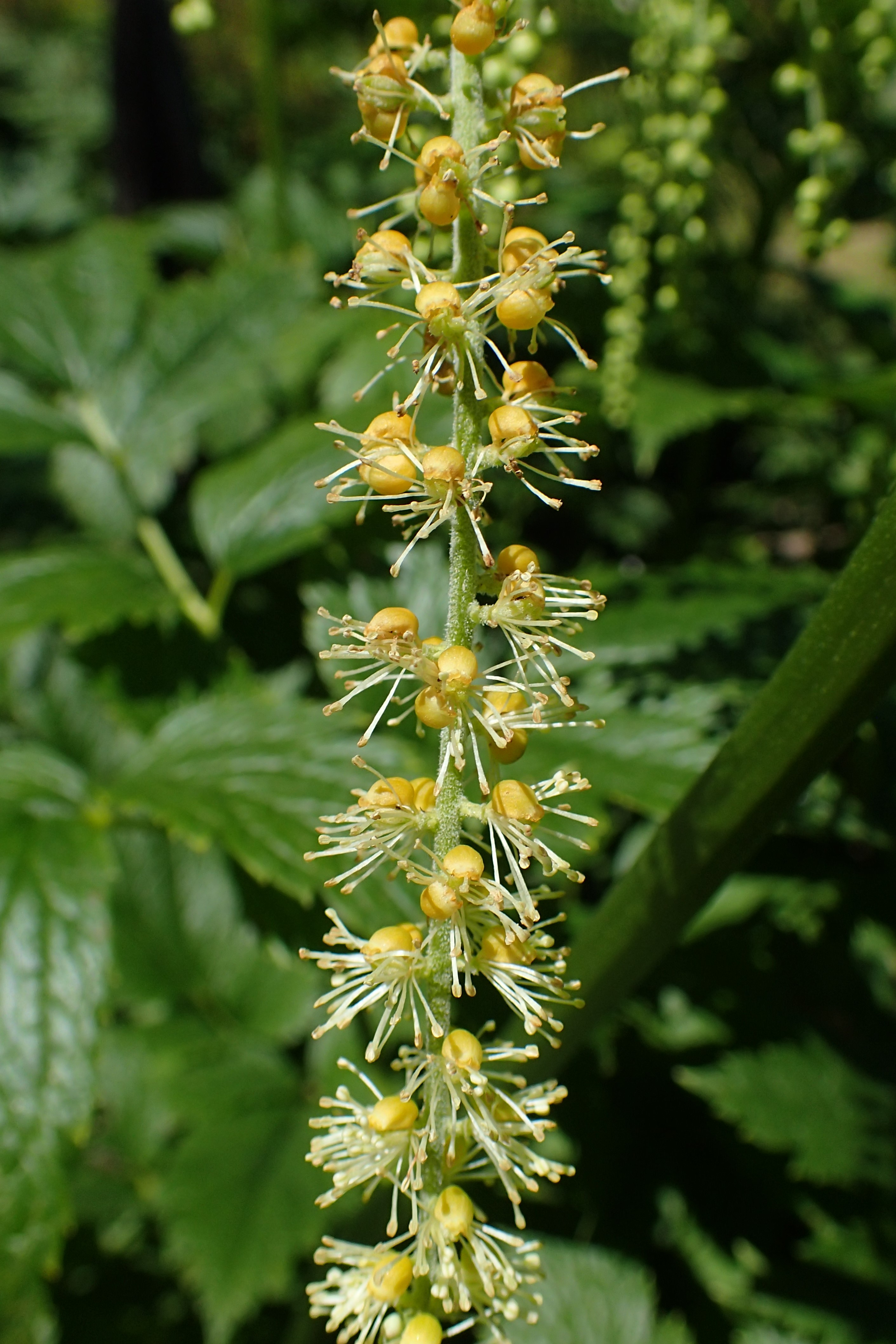
Kwiaty

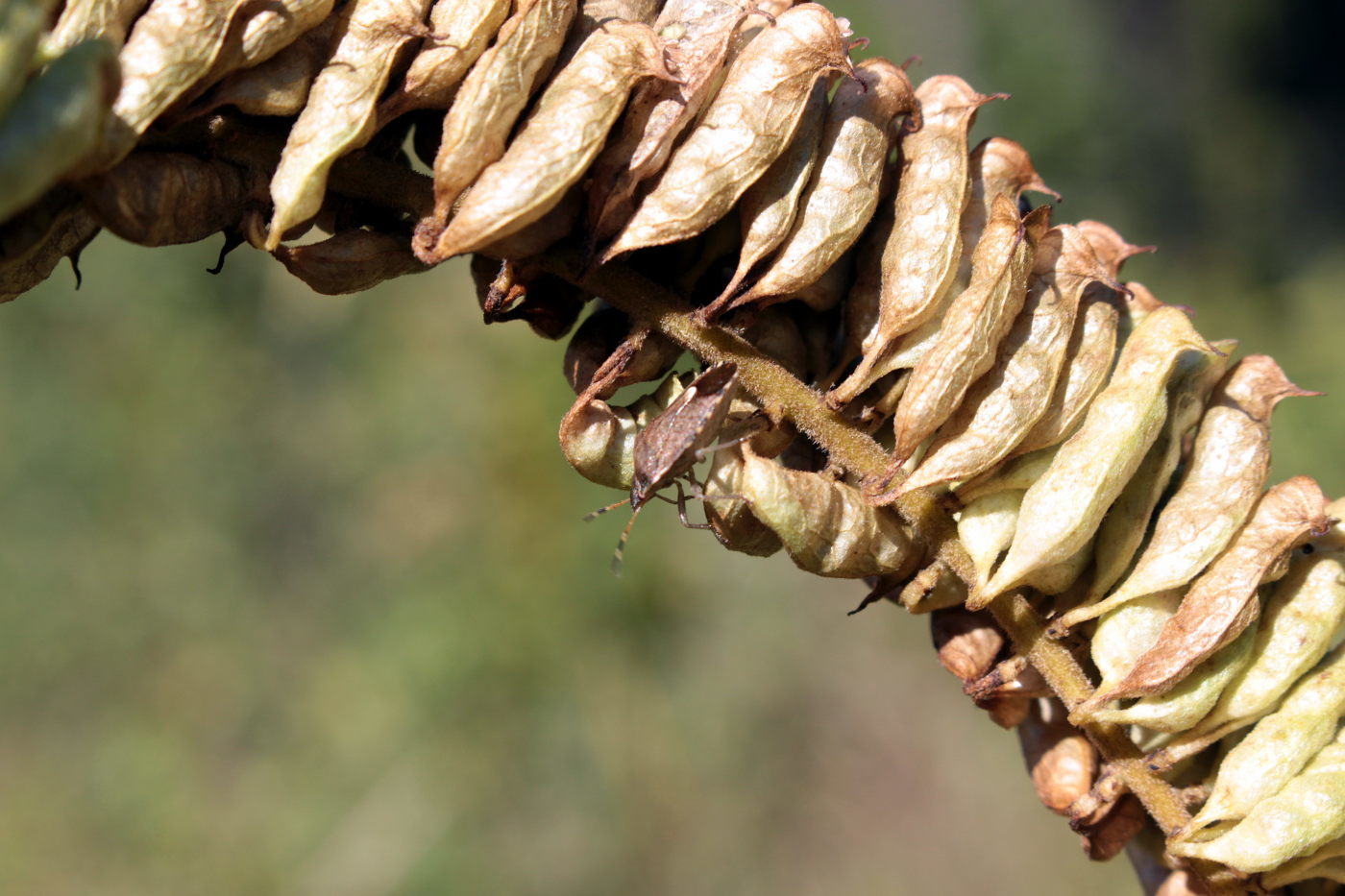
Owoce

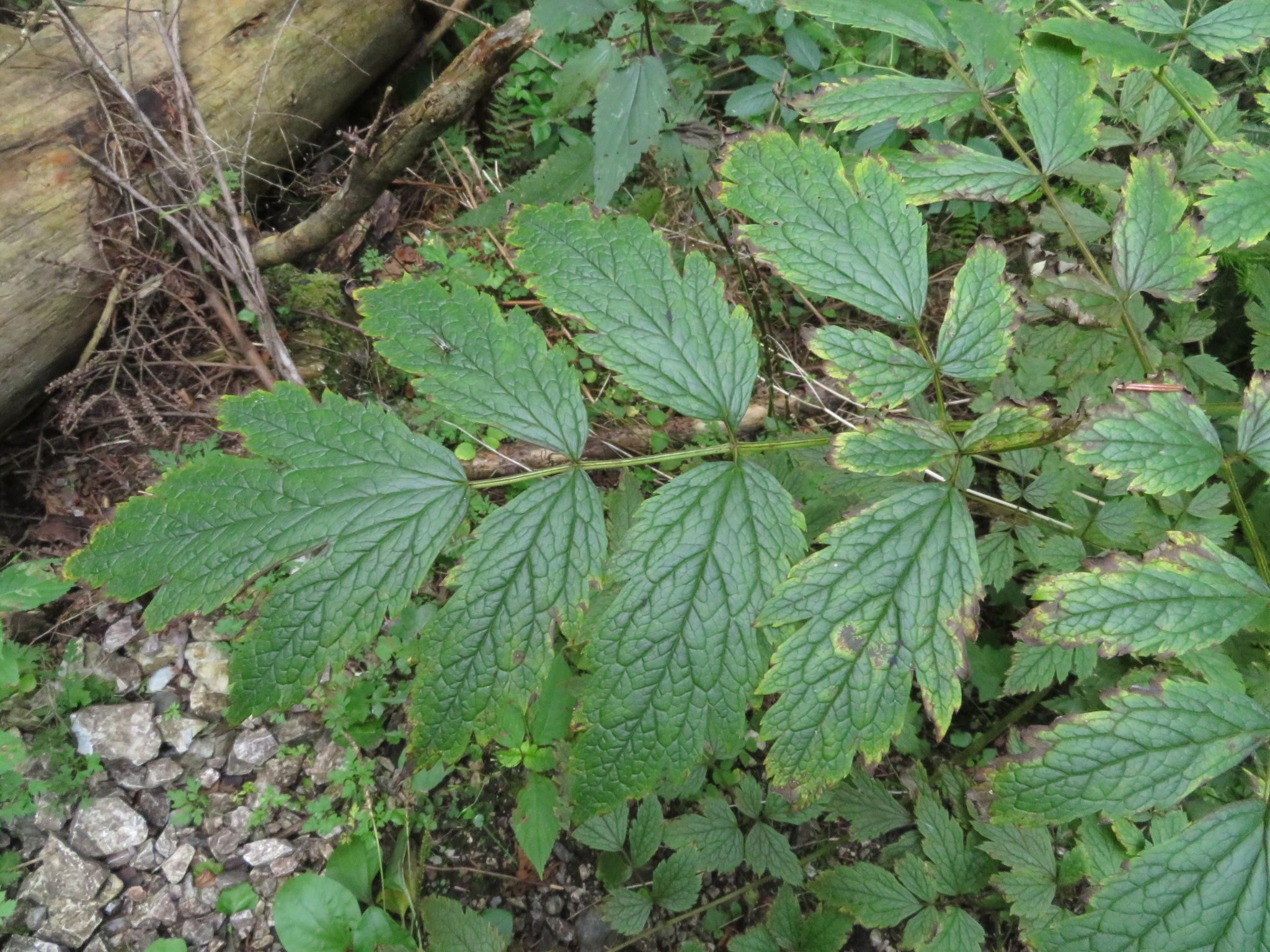
Liść

PokrójDuża roślina dorastająca do wysokości 1,5 m i tworząca kępę o niewiele mniejszej szerokości. Cała roślina nieprzyjemnie pachnie pluskwami, stąd prawdopodobnie nazwa.
ŁodygaWzniesiona, sztywna, rozgałęziona i ulistniona. Pod ziemią roślina posiada kłącze.
Liście2–3-krotnie pierzaste, o jajowatych, brzegiem piłkowanych odcinkach. Na spodniej stronie są rzadko owłosione.
KwiatyZielonkawe, niepozorne, zebrane w rozgałęzione, groniaste kwiatostany. Kwiaty mają 4 zielonkawe i wcześnie odpadające działki kielicha, 4 zielonkawobiałe płatki korony, 2-5 owłosionych słupków i liczne pręciki. W nasadzie dzbanuszkowatych płatków korony występują zagłębienia miodnikowe.
OwoceMają postać mieszków z haczykowatym dzióbkiem. Nasiona na powierzchni posiadają brązowe łuski.

## Biologia i ekologia
Bylina, hemikryptofit. Rośnie zwłaszcza w liściastych lasach oraz w zaroślach, szczególnie na ich obrzeżu. Preferuje świeże lub słabo wilgotne gleby o odczynie obojętnym lub zasadowym. Występuje głównie na próchnicznych rędzinach powstałych z wapieni, rzadko tylko na glebach brunatnych powstałych z lessu i na czarnoziemach. W górach występuje po regiel dolny. Najwyższe opisane jej stanowisko znajduje się w Wąwozie Kraków w Tatrach. Kwitnie w lipcu i sierpniu. Owoce rozsiewane są przez zwierzęta (zoochoria), w sierść których wczepiają się specjalnymi haczykami.
Roślina trująca, zawiera alkaloidy i glikozydy. Liczba chromosomów 2n=16.

## Zagrożenia i ochrona
Od 2014 roku roślina jest objęta w Polsce częściową ochroną gatunkową. W latach 1983–2014 znajdowała się pod ochroną ścisłą. Umieszczona na polskiej czerwonej liście w kategorii VU (narażony).
Zagrożeniem dla gatunku jest zmniejszanie się powierzchni jej siedlisk i gospodarcze użytkowanie lasów, w czasie którego jej siedliska ulegają zniszczeniu. Wiele stanowisk jej występowania jest chronione w parkach narodowych, np. w Ojcowskim, Pienińskim, Roztoczańskim, Tatrzańskim. Tutaj zagrożone są tylko niektóre jej stanowiska w bezpośrednim sąsiedztwie szlaków turystycznych.

## Zastosowanie
Z rośliny tej wytwarza się preparat Remens łagodzący objawy klimakterium u kobiet oraz dolegliwości związane z miesiączką: zmniejsza krwawienia, bóle brzucha, krzyżów, głowy i piersi, reguluje długość cyklu. Może być alternatywnie stosowany przez kobiety mające przeciwwskazania do terapii hormonalnej.